# Nemacheilus periyarensis
Nemacheilus periyarensis is een straalvinnige vissensoort uit de familie van de bermpjes (Nemacheilidae). De wetenschappelijke naam van de soort is voor het eerst geldig gepubliceerd in 2005 door Madhusoodana Kurup & Radhakrishnan.